# ヨゴレ
ヨゴレとは、お笑い芸人の特徴、芸風である。
元々は芸人の間で、「下ネタ・一発芸のような簡単に笑いが取れるネタを多用する」「芸道より副業に精を出している」「芸もないのに処世術のみ長けている」といった芸人を揶揄する蔑称である。昨今ではむしろ犯罪行為もしくは、反社会的な団体に加担するような営業行為を行っていそうな芸人をヨゴレと呼ぶようになった。その理由として、大物芸人まで副業に手を染めるようになり、かつて副業をしてた芸人をヨゴレ呼ばわりしてた大物芸人にブーメランとならないよう業界全体でヨゴレという言葉の定義を変えた。